# Albert Łaski

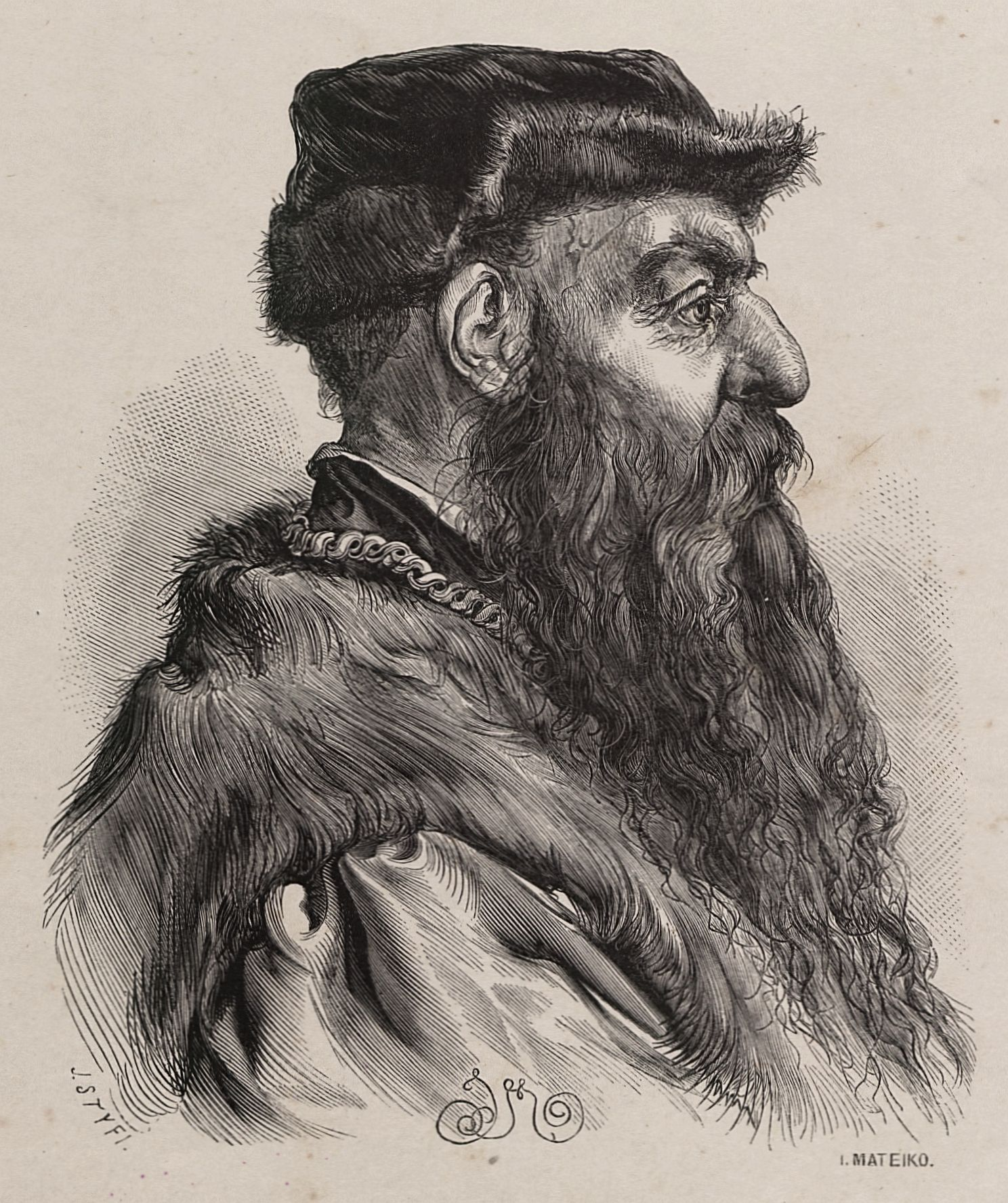
Albert Łaski

Albert Łaski (1527-1605) was een Poolse alchemist, avonturier, schrijver en hoveling tijdens het bewind van Stefanus Báthory.
Graaf Łaski werd in 1575, na de korte regeerperiode van de Franse koning Hendrik van Valois, verdacht van een samenzwering om de Poolse troon te grijpen. Deze episode uit de Poolse geschiedenis komt ook voor in de komische opera Le roi malgré lui van Emmanuel Chabrier, die voor het eerst werd uitgevoerd op 18 mei 1887. 
Volgens tijdgenoten had Łaski een opmerkelijke baard, waarvan Holinshed zei dat die zo lang en breed was dat Łaski die in bed over zich heen kon trekken als een sprei. 
Łaski kwam in april 1583 aan in Engeland. De Franse ambassadeur, Michel de Castenau, vermoedde dat de bedoeling van zijn bezoek vooral was om de Moskovische Handelscompagnie ervan te overtuigen af te zien van de verkoop van wapens aan Ivan de Verschrikkelijke. Łaski vond onderdak in Winchester House in Southwark. Tijdens zijn verblijf wist hij de Engelse geleerde John Dee te overtuigen om Polen te bezoeken. Samen zouden ze in september 1583 de reis terug maken naar Polen.